# Tomatlán (kommun i Mexiko, Veracruz, lat 19,02, long -97,00)
Tomatlán är en kommun i Mexiko.   Den ligger i delstaten Veracruz, i den sydöstra delen av landet, 230 km öster om huvudstaden Mexico City.
Följande samhällen finns i Tomatlán:
- Tomatlán
- Tecamilla
- Cruz Verde
- Tecolotla